# American Dreamz
American Dreamz is een film uit 2006 onder regie van Paul Weitz. Het is een satire op de moderne televisiewereld, waarin de voor de camera sympathiek ogende presentator achter de schermen eigenlijk een harteloze zakenman is, de charmante kandidate een gevoelloze feeks en een talentenjacht niet draait om talent, maar om kandidaten die voor de beste kijkcijfers zorgen.

## Verhaal
Martin Tweed (Hugh Grant) is de bij het publiek razendpopulaire presentator van American Dreamz, een talentenjacht op televisie voor aspirerende zangers en zangeressen. Hoewel Tweed te boek staat als meedogenloos, maar charmant jurylid, kent hij feitelijk geen enkele sympathie voor andere mensen. Hij steunt zijn vriendin Jessica (Marley Shelton) dan ook van harte wanneer ze hem meedeelt dat ze hem verlaat. Ze leidde hem namelijk nogal af van de kijkcijfers.
Hoewel Tweed niet moet denken aan een volgend seizoen American Dreamz, zet hij voor de camera zijn charmantste glimlach weer op om te vertellen hoeveel zin hij er weer in heeft. Hij heeft zichzelf nadrukkelijk bemoeid met de samenstelling van het deelnemersveld, waarin niet geselecteerd werd op talent, maar op hysterie, acteervermogen en etnische achtergrond. Daarom behoren de nietsontziende carrièrefeeks Sally Kendoo (Mandy Moore), de Joodse Sholem Glickstein (Adam Busch) en de Arabische Omer Obeidi (Sam Golzari) tot de belangrijkste kandidaten.
Met name voor Obeidi komt zijn uitverkiezing als een verrassing. Niet hij, maar zijn nichterige neef Iqbal Riza (Tony Yalda) had zich voor American Dreamz opgegeven. Deze was alleen niet thuis toen de producenten van het televisieprogramma langskwamen en Obeidi wel. Obeidi is in feite een strijder van de gewapende jihad, die zo klunzig was dat zijn medestrijders hem in de Verenigde Staten plaatsten zonder het plan hem ooit op te roepen. Wanneer wordt aangekondigd dat de Amerikaanse president Joseph Staton (Dennis Quaid) tijdens de finale in de jury zal zitten, eisen ze dat hij de eindstrijd haalt. Daarin moet hij een bom laten afgaan wanneer Staton hem de hand schudt.
Obeidi is niettemin gek op ouderwetse Amerikaanse muziek, waarmee hij al zijn hele leven meezingt. Kendoo, Glickstein en hij zorgen daarbij voor goede kijkcijfers, waardoor er week in week uit talentvollere zangers en zangeressen de show moeten verlaten.

## Rolverdeling
| Acteur             | Personage                        |
| ------------------ | -------------------------------- |
| Hugh Grant         | Martin Tweed                     |
| Mandy Moore        | Sally Kendoo                     |
| Dennis Quaid       | President Staton                 |
| Willem Dafoe       | Hoofdadviseur van de president   |
| Jennifer Coolidge  | Martha Kendoo                    |
| Marcia Gay Harden  | first lady Stanton               |
| Chris Klein        | William Williams, Kendoos vriend |
| John Cho           | productiemedewerker Ittles       |
| Judy Greer         | Deborah Accordo                  |
| Shohreh Aghdashloo | Nazneen Riza                     |
| Noureen DeWulf     | Shazzy Riza                      |
| Aldis Hodge        | Chuck                            |
| Perrey Reeves      | Marni                            |
| Seth Meyers        | Chet Krogl                       |